# 모바일 마케팅
모바일 마케팅(Mobile marketing)은 스마트폰 등의 휴대 전화 기기를 통해 마케팅을 하는 것을 의미한다. 모바일 마케팅은 웹사이트, 이메일, SMS 및 MMS, 소셜 미디어 또는 모바일 애플리케이션을 통해 스마트폰, 피처폰, 태블릿 또는 기타 관련 장치를 통해 특정 고객에게 다가가는 데 초점을 맞춘 다채널 온라인 마케팅 기법이다. 모바일 마케팅은 상품, 서비스, 약속 알림 및 아이디어를 홍보하는 시간과 장소에 민감한 개인화된 정보를 고객에게 제공할 수 있다. 보다 이론적으로, 학자인 안드레아스 카플란은 모바일 마케팅을 "소비자가 개인 모바일 장치를 사용하여 지속적으로 연결되는 유비쿼터스 네트워크를 통해 수행되는 모든 마케팅 활동"으로 정의한다.